# Stictoptera hepatica
Stictoptera hepatica là một loài bướm đêm trong họ Noctuidae.